# Законик опшчи црногорски и брдски
Законик опшчи црногорски и брдски је законик из 1798. године, који је важио на подручјима (старе) Црне Горе и Брда. Усвојен је 18/29. октобра 1798. године на скупштини у манастиру Стањевићима, две године након доношења Стеге црногорске и брдске. Имао је 16 чланова, али је 1803. године допуњен са нових 17 чланова, тако да је укупно имао 33 члана. Овај законик се углавном ослања на обичајно право, а за кривична дела предвиђа тешке казне. Издајници и насилници који без дубљег повода убијају, кажњавају се смрћу, па се наводе начини погубљења: стрељање, вешање, каменовање. Ако неко од оваквих криваца побјегне може га свако убити, а имовина му се заплењује. Забрањују се самовољне освете и насумична пресуђивања, а оштећени се упућује на редован суд. Судија коме се докаже узимање мита, губи службу. Строго се кажњава отмица жене за живота њеног мужа или дјевојке која својом вољом или вољом својих не пристаје на брак. Кажњава се и свештеник који би склопио такав брак. Санкционишу се подвале и преваре. Законодавац покушава да сузбије двобој и мегдан као средство решавања спорова, а такође покушава да сузбије и крвну освету, што је плод настојања владике Петар I Петровића-Његоша да уједини сва племена у стварању државе и бољем одупирању турској власти. У закону се појављује и право прече куповине, а такође и једна новина: порез. Свака кућа је била дужна да да одређену своту новца годишње, а порез скупљају кнезови и на дан Рождества Пресвете Богородице предају га Правитељству на Цетињу. Циљ овог закона није само био да се уједине племена у борби против Турака, као што је то био првенствени циљ код Стеге, већ циљ био и постепено правно регулисање односа у друштву.

## Доношење законика
Све до појаве првог законика, црногорско законодавство је било неразвијено. Правни живот се заснивао на обичајном праву.
Године 1796. владика и главари доносе „Одлуку” и „Стегу” у страху од покоравања Османлија. „Одлука” је била позив на пружање отпора непријатељу, за слободу и отаџбину. „Стега” је говорила о заједничкој борби Црногораца и Брђана против Турака и о гоњењу издајника.
Законик општи црногорски и брдски је први законик донет у Црној Гори. Овај законик познат је и као Законик Петра I. Законик је донет у октобру 1798. године на скупу у манастиру Стањевићи.
Законик је донет на скупштини састављеној од народних главара. Владика Петар I је сматрао да би у Црној Гори требало завести ред и организовати државну власт и дошао је на мисао о доношењу законика. Народ је увек имао поштовање према владики.

## Садржина законика
Када је законик донет, имао је 16 чланова, а још 17 чланова донето је у августу 1803. године. Законик Петра I, који има тридесет и три члана, може се назвати кривичним закоником. Осим неколико чланова, који садрже одредбе друге врсте, сви остали говоре о кривичним делима. Законик је углавном састављен и написан на основу црногорских правних обичаја.
Главни циљ законика је био да се спречи племенска самовоља. Закоником се кажњавало: издаја земље; прављење нереда на јавним местима (пред црквом и на пазарима); изазивање нереда на мегданима; отмица жене „иза жива мужа” или девојке; срамоћење и бешчашћење судија; кажњава се поп који неког венча са отетом женом или девојком; судија ако кога бесправно брани, издаје тајне суда и прима мито; кулукџија који не врши уредно своју дужност; онај који подмићује судије; крађа; наношење телесних повреда и убиство.
На почетку су осим кривичних дела, дате и казне за извршиоце: казна прогонства из земље за издајника, смртна казна за умишљајно убиство, казне за убиство и рањавање, казна за отмичара жене или девојке и свештеника који би учествовао у томе, казне за крађу.
Неколико чланова се односи на приватно право и судски поступак и један члан говори о увођењу пореза. Грађанскоправним одредбама прописани су право прече куповине сродника и суседа, накнада нехатно причињене штете, сагласност родитеља или сродника за удају девојке.
Највећи број чланова посвећен кривичном праву и судијама и судском поступку говори о тежњи да се обезбеди друштвени ред, а посебно да се искорени крвна освета.

## Кривично право
Закоником се кажњава издаја земље. У члану 1. законика предвиђено је да се онај ко изда земљу, он и читав његов дом искорене, али постоји још један део казне који каже: „свакога издајника проклетству и анатеми предасмо и от сваке чести и поштења братскога испустисмо”.
Код убиства, законик разликује: „хотимично, нехотично и убиство у нужној одбрани”.
Хотимично убиство, „од силе и опачине” објашњено је у члану 2. законика. Ако Црногорац убије брата Црногорца или Брђанина и обрнуто, без икакве нужде и кривице, такав убица се не може ослободити и за њега се предвиђа смртна казна. За таквог убицу се каже да се никаквим благом не може откупити већ да буде обешен, каменован или „огњем из пушаках разнесен”.
Ако се деси да убица побегне ван земље, у члану 3. предвиђа се да му се узме сво имање и да се половина да ономе коме је зло нането, а другу половину „за глобу земаљску узети”.
Законик не предвиђа могућност застарелости кривичног дела. Чланом 4. законика забрањује се повратак у земљу таквом убици, али такође прописује се да и онај који штити и брани убицу, треба да буде кажњен јер се сматра саучесником. У члану 5. прописано је да се убица, уколико се ухвати у неком другом месту, може убити.
Нехотично убиство се забрањује чланом 9. Законика Петра I. „Могло би се догодити, да се коме пушка омакне или којим другим начином да нектећи чојка рани или убије”. За такво убиство се одговара пред судом као и за убиство у нужној одбрани које је прописано чланом 10. законика, „ако који убије чојка напастника врху себе бранећи се и заклињајући га Богом, да се от њега прође, а он не уступи, него преко тога погине”.
За убиство лопова у крађи, прописано чланом 13. каже се да се лопов у крађи може слободно убити.
Наношење телесних повреда је такође закоником забрањено и кажњиво. Законик кажњава кривца који у свађи рани кога пушком или ножем (чл. 6.); затим, ако од „силе и опачине” рани кога „оружјем или дрвом или каменом”(чл. 7.); или ако га удари „ногом или камишем” (чл.8.) и ако се деси да нехотице рани кога (чл. 9.).
Казне за ова кривична дела су различите. Чланом 6. законика предвиђено је да се пред судом одговара када неко у свађи рани кога пушком или ножем. „У вријеме, када може суд расудити такове ствари и више и када је забрањено да се не чини бој и самовољна освета, тако даклен познавши све како је било и колико се који у кривици находио, кметовати рану према чеса буде праведно, разбирајући и остале од једнога или обојице учињене сагрјехе поставити кастиг, ђе се пристајало буде”. Ономе ко намерно кога рани оружјем, дрветом или каменом, томе да се „рана и глоба двоструко суди”,прописано је у члану 7. Онај ко „ногом или камишем” удари кога, тај треба да плати педесет цекинах, „ако ли га они убије, пошто буде ударен, за њега да поговора није, колико ни за лупежа, који у крађу погине“, наводи се у члану 8. законика.
Чланом 11. Законика Петра I прописано је да онај ко узме туђу жену „иза жива мужа” или отме девојку коју му родитељи девојке или рођаци девојке, уколико девојка нема живих родитеља, нису дали, „такови да се има ћерати како беззаконик и грабитељ туђе ђеце, и да му стања у нашу земљу није, а његово имуће да се процијени и раздијели, како и онога, који самосилно чојка убије”.
Члан 12. законика односи се на попа који венча човека са женом „иза жива мужа”, са отетом девојком или с другом неком против закона. Казна за таквог попа је да буде лишен свештенства и да буде прогнан.
Већ је речено да је законик кажњавао крађу. Закон кажњава крађу говеда, кошница и брава, „сваку покрађу из куће или из обора и остале различите лупештине”, предвиђене чланом 14; затим, крађу коња или вола, прописану чланом 17. као и то ако би неко „силом и задорицом навлаштито похарао” туђе имање, предвиђа члан 30. законика.
Законик нема повратну снагу, али изузетак је учињен у члану 14. где се каже да ће се крађе учињене пре „вјере и заруке” (Стеге) судити по старим обичајима. Међутим, после тог времена, од 6. августа 1796. године, судиће се по сентенцији од 1797. године, коју законик својим чланом 14. озакоњује.
Казна смрћу прописана је у члану 17. Разлог што је тако строга казна прописана за крађу је у томе што када неко „украде туђега вола или коња, он сву чељад од онога дома уцвијели, више него једно чељаде да закоље, а особито сиромаш, која другог коња ни вола нема, нити су вриједни стећи да такове купе”. Смрћу се кажњава и крађа у повратку, ако би лопов украо „брава или коју другу ствар која ваља као један брав”. Први пут се кажњава новчаном казном. Када други пут учини крађу, кажњава се смрћу „зашто се већ лупежи трпети и подносити не могу”.
У члану 17. родитељима се саветује да уче своју децу: „да зло не чине и туђе не краду, јер и онако бит ће им жалост када који за злочинство буде од суда кастигат”.
Новчаном казном кажњавале су се крађе. За украдено говедо или кошницу, прописано је чланом 14. законика да се плаћала осудбина дванаест цекина, а земаљска глоба десет. За брава је осудбина износила пет талира, а глоба десет. Осудбина је давана као накнада штете, а глоба као награда судијама. За остале крађе је требало проценити ствар „па напрама цијене поставити приличну глобу и осудбину, на пример рећи, која ствар један грош ваља, на то нека буде осудбине грошах пет, а глобе грошах десет”, наводи се у члану 17.
У члану 19. законика прописано је да се кажњава прављење нереда на јавним местима (пред црквом и на пазарима). „Познато је свакоме да пазари служе за корист народа и да се без пазара живјети не може; али и то нека сваки знаде да они имају бити мирни и слободни без икакве мутње и кавге, на исти начин како и црква”. Онај ко учини ово кривично дело, одговараће пред судом.
Изазивање нереда на мегданима прописано је чланом 21. Такав мегданџија „биће кастигом от суда земаљског и от свијех нас ћеран како злочинац и возмутитељ народа”.
Законик је кажњавао срамоћење и бешчашћење судија. Чланом 26. прописано је: „Аколи се који нађе да речене судце обезчасти и осрамоти, то ће свијех нас, који смо их поставили, осрамотити и ми ћемо таквог искат да свијема за безчест и срамоту одговори”.
Подмићивање судија наведено је као кривично дело у члану 25. Ово је једино кривично дело за које је прописана казна лишавања слободе. Овим чланом прописује се за онога ко би судији дао мито „да стоји за сваки цекин недељу дана под затвор у тамницу”. „Тавница у којој су затварали кривце, била је само једна и то на Цетиње. У сву Црну Гору није више нигђе било тавнице. И ова је једна јадна и невољна: мрачна, влажна, без одрине и без сваке потребе која се оће за људе”. Мито припада као награда „соку”, ако насочи чoвека, који га је дао, или судију који га прими.
Члановима 23. и 24. законика кажњавају се судије које некога бесправно бране, издају тајне суда и примају мито. За ове судије прописана је казна лишавања звања. У члану 23. још се наводи да ће ове судије бити „и сувише подложне жестоком кастигу”.
Чланом 28. законика кажњава се кулукџија који не врши уредно своју дужност. „Ако би који кулукџија заметнуо немир и смутњу међу дружином, таквога не трпјет, него одма послати дома, а искат от онога племена којег другог на мјесто његово добродјетељна и у дружину погодна чоека, такођер отправит и непослушна или љенива и безбрижна кулукџију”.

## Приватно право
Члан 15. Законика Петра I прописује на који начин се врши продаја непокретног имања. Прво се мора понудити „близики”, затим „мергинашу”,па тек онда, ако они не желе да купе, може се продати било коме у селу или у племену. Онај који продаје, треба најмање пред три „поштена човека или сведока”, да „учини књигу” о томе да је понудио родбину и суседе и да они нису могли или нису хтели да купе. Сведоци и онај који „књигу” пише треба да се потпишу (ако су неписмени да „крст учине”), да наведу из ког су племена и да ставе датум и место на коме је „књига” писана.
О приватном праву говори и члан 30. законика. Њиме се прописује накнада штете ако је нехотице „која мала или голема штета учињена”.

## Судски поступци
Судским поступком бави се члан 22. законика. На почетку овог члана стоји да судије треба пре сваког рада да се опомену „што они гласом народа по вољи Божјој за судце и управитеље постављени јесу”, затим треба Богу да се помоле да „по правици (суде) малому како и великому, јербо суд Божји јест”. Даље стоји, да се прво мора саслушати прво једна па друга парнична страна и пошто обе стране, „на пуну вољу изговоре свеколике своје разлоге”, да се донесе пресуда-сентенција. Крај овог члана одређује да се једна сентенција има „давати ономе, којему се пристоји; а друга једнака при канцеларији правитељства у записну књигу остављати”. Члан 27. прописује да уколико би при суђењу била два мишљења, побеђује оно за које је већина судија, „али да по души реку да они то без свакога мити и хајтера својим разумом познају даје праведно како говоре”. Чланом 29. прописује се за судије и кулукџије да у доба када врше судске послове, не могу вршити и своје личне, с обзиром да су на „обшченародни трошак постављени”.
Чланом 16. законика прописано је да свако ко је оштећен, ко потражује дуг, плен или коме је начињена штета или крађа, то решава пред судом и да не предузима ништа сам, а ко не послуша, биће кажњен.

## Увођење пореза
Члан 20. Законика Петра I уводи плаћање пореза. То је било први пут да се у Црној Гори уводи пореска обавеза. У законику се каже да се порез уводи да би се одржали „правитељство и судници и војска”, који ће народ чувати и обезбеђивати од свих злих дела. Он износи годишње за сваку кућу „парах илити динарах шесдесет”. Порез скупљају у својим кнежевинама кнезови са главарима и доносе га у одређени дан у цетињски манастир где га предају правитељству, а од њега као потврду узимају „писмо”.
Увођење пореза је противречило схватањима анархичног племенског друштва. Прикупљање пореза је доживљавано као ропски намет. Годинама није могло да се обезбеди уредно прикупљање пореза.

## Значај законика
Закоником Петра I постављени су први темељи државног и правног поретка у Црној Гори. Уведена је јавна власт и писано право. Одредбе законика су биле примењиване и поред отпора који је постојао, а највише захваљујући угледу владике Петра I који је он уживао у народу.
У члану 32. законика прописује се да су свештеници у црквама, кнежеви и старешине племена дужни да свима говоре да мирно и са свима у љубави живе, да се боје Бога и да не говоре и не чине зло. У истом члану напомиње се да се незнање закона не оправдава „будући сетенције учињене за свакога приђе него ли је који зло учинио и свакому напријед казано, да ни један послије не може рећи да није знао што закон за које зло изговара”.
Законик такође прописује у члану 33. да свако ко ступа на дужност мора да положи заклетву. „По чему и потребно јест да како судци и управитељи, тако и сваки који на општенародну својега отечества службу опредјељен и постављен будет, имаде најприђе учинити заклетву от вјерности по нижеписаном начину, како се то чини међу свијем народом и у све велике и мале државе”.
Тек пошто је донет законик, уводи се смртна казна и друге казне којима се кажњавају кривична дела, подижу се вешала, што говори о завођењу мера јавне власти које су до тада биле непознате патријархалном друштву у Црној Гори.